# Patrick Amoah
Patrick Amoah, född 18 augusti 1986 i Solna, är en svensk fotbollsspelare (försvarare, tidigare anfallare) som spelar för FoC Farsta.

## Karriär
Amoahs moderklubb är Djurgårdens IF och han spelade i klubbens ungdomslag fram till och med 2003. Inför säsongen 2004 blev han uppflyttad till A-truppen. Debuten i tävlingsmatcher dröjde till sommaren 2004. Eftersom lagets nyförvärv Søren Larsen var skadad hela hösten 2004 och Geert den Ouden sålts till ADO den Haag blev det gott om speltid den säsongen. 10 matcher och 2 mål blev det. Inför säsongen 2005 var Søren Larsen äntligen frisk och dessutom hade anfallarna Jones Kusi-Asare och Ibrahim Ba signerat kontrakt med klubben. Sommaren 2005 såldes Søren Larsen och Mattias Jonson köptes. Trots förstärkningen med anfallare i laget blev det ändå 17 matcher där det blev ett mål. Inför säsongen 2006 satsade klubben på att skaffa ytterligare anfallare (Stefan Batan, Thiago Quirino da Silva och Lance Davids). Detta ledde till att Amoah antagligen skulle få begränsat med speltid, därför lånades han ut till Assyriska FF under säsongen där det blev 23 matcher och 4 mål. Inför säsongen 2007 återvände Amoah från utlåningen och spelar vidare med Djurgårdens IF. Amoah har fått spela i både Allsvenskan och i den helt nya U21-Allsvenskan under säsongen 2007.
Kontraktet med Djurgårdens IF gällde till och med säsongen 2007. Inget nytt kontrakt med klubben skrevs. Därmed kunde Amoah gå över till en annan klubb enligt Bosmandomen. I januari 2008 skrev Amoah på för sex månader och tröja nummer 21 med spanska klubben Ciudad de Lorquí,  som under säsongen 07/08 vann 20-lagsserien med 93 poäng på 38 matcher. Amoah gjorde 10 mål under den halva säsongen med laget.
Inför hösten 2008 lämnade han Ciudad de Lorqui för det franska andradivisionslaget Paris FC. Nästa klubb i karriären blev Royal White Star Woluwe FC i den belgiska tredjedivisionen.
Efter sju år utomlands skrev Amoah i januari 2015 på för Huddinge IF. I mars 2016 värvades han av Vasalunds IF. I januari 2019 värvades Amoah av division 2-klubben IFK Haninge. Inför säsongen 2020 gick han till division 3-klubben FoC Farsta.

## Meriter
- SM-guld 2005 med Djurgårdens IF
- Cupguld 2004 och 2005 med Djurgårdens IF
- Landskamper: 7 Junior, 4 Pojk

## Seriematcher / mål
- 2009-10: 14 / 8
- 2008-09:  8 / 3
- 2007-08: 17 / 10 (källa)
- 2006-06: 23 / 4
- 2005-05: 17 / 1
- 2004-04: 10 / 2 (första säsongen som proffs)